# Adonis Stevenson
Adonis Stevenson est un boxeur professionnel canado-haïtien né le 22 septembre 1977 à Port-au-Prince, Haïti, et vivant à Fabreville au Québec.
Évoluant dans la catégorie des poids mi-lourds, Stevenson passe dans le monde professionnel en 2006. En quinze mois, il combat à dix reprises pour autant de victoires, jusqu'à devenir champion professionnel du Canada. Ce titre en fait un prétendant pour la ceinture WBC et remporte les ceintures mineures de la fédération pour grimper dans la hiérarchie. En 2010, il tente sa chance aux États-Unis et subit dès son premier combat sa première défaite dans le monde professionnel.
À la suite de ce revers, Stevenson doit multiplier les victoires pour obtenir sa chance contre le champion du monde WBC. Après avoir battu le champion Chad Dawson en soixante-seize secondes en juin 2013, il défend et conserve sa ceinture contre Tony Bellew, Andrzej Fonfara ou encore Badou Jack. Après avoir défendu victorieusement à neuf reprises son titre, il s'incline face à Oleksandr Gvozdyk le 1er décembre 2018. Blessé gravement dans cette défaite, il est hospitalisé et placé en coma artificiel. Il s'est fait réveiller 3 semaines et plus tard auprès de sa famille et de son équipe médicale.
En date du 21 octobre 2019, Adonis Stevenson a reçu le titre de Champion de l'espoir WBC à Cancún au Mexique de la part de Mauricio Sulaiman, le président de la WBC. Ce titre exceptionnel est octroyé aux survivants de K-O, qui ont gardé espoir et ténacité dans un combat face à leur propre vie VS la mort.

## Biographie

### Jeunesse
Adonis Stevenson naît dans la capitale d'Haïti, Port-au-Prince, le 22 septembre 1977. Il passe ses jeunes années chez sa grand-mère dans le quartier populaire de Carrefour. Il a environ quatre ans lorsqu'il est témoin d'un meurtre par arme à feu. Son père, mort avant sa naissance, lui a été décrit comme un maître de karaté. Certains disent qu'il est mort empoisonné à la suite d'un rituel vaudou, d'autres à la suite d'un coup au cœur reçu lors d'un combat. Sa mère a immigré à Montréal d'où elle envoie de l'argent chaque mois pour le reste de la famille.
En 1984, Adonis Stevenson rejoint sa mère à Montréal dans un petit logement du quartier Côte-des-Neiges avec son frère aîné et une jeune sœur. Sa mère refait sa vie avec un Canadien et a trois autres enfants. À l'étroit, la famille déménagent dans un bungalow à Laval. À 14 ans, il quitte la maison pour vivre dans la rue, dormant chez des amis ou dans le métro. Membre d'une bande surnommée les Black Panthers, dont le chef est Bélande Thadal, Stevenson entre dans un gymnase de kick-boxing l'année suivante. Repéré par l'entraîneur de la salle, Tiger Paul, voit en lui « une force incroyable pour son âge ». Après plusieurs mois de kick-boxing, il change pour la boxe anglaise qu'il pense plus lucrative. Tiger Paul lui conseille une salle à Brooklyn aux États-Unis. Accompagné de Thadal, le boxeur haïtien s'y rend et, sur les conseils de son chef, refuse l'offre financière qui lui est faite.
De retour à Montréal, Stevenson entame une carrière criminelle avec son inséparable compère. Ensemble, ils montent un agence d'escortes intitulée Obsession avec un autre membre de gang. En septembre 1998, dans un climat tendu, ils battent tour à tour deux prostitués qui complotent pour les faire assassiner puis organise des combats entre elles. Le 21 octobre, Stevenson est arrêté sur à une plainte de l'une d'entre elles. Dénoncé par quatre filles, Stevenson est condamné à quatre ans d'emprisonnement pour proxénétisme, voies de fait et menaces,. Il est emprisonné dans la prison de Rivière-des-Prairies. Impliqué dans une bagarre collective, les gardiens le surprennent à mettre un violent coup de pied à la tête à un détenu par terre, lui provoquant un double fracture du crâne. Pour cet acte, il est condamné à un mois de prison supplémentaire. Libéré en 2001 après 18 mois de prison et 12 mois de probation, Adonis Stevenson se promet de ne jamais y remettre les pieds,.

### Carrière de boxeur

#### Dans les rangs amateurs
Chez les amateurs, Adonis Stevenson est sacré champion du Québec des poids moyens en 2004, puis s'empare du titre canadien en 2005 et 2006. Sélectionné par l'équipe canadienne, il participe aux Jeux du Commonwealth organisés en Australie en mars 2006. Après avoir dominé le Samoan Warren Fuavailili en demi-finale du tournoi, Stevenson déclare « Inde ou Australie, peu m'importe, je veux l'or. Je veux gagner ». En finale, il s'incline nettement face au boxeur australien Jarrod Fletcher (en) sur le score de 34 points à 18 et remporte la médaille d'argent. Il affiche 33 victoires et 5 défaites dont deux contre Jean Pascal.

#### Débuts professionnels
Après deux années au sein de l'équipe nationale canadienne, Adonis Stevenson passe professionnel en septembre 2006 avec le promoteur Yvon Michel. Il s'empare du titre canadien des super-moyens l'année suivante et enchaîne 13 victoires en autant de combats mettant KO ou KO technique Mike Funk, Ferenc Lakonde, Bonnie Joe McGee, Eduardo Calderon, Étienne Whitaker, Carl Cockerham, Marcus Thomas, Alvaro Enriquez, Marlon Hayes, David Whittom et Dhafir Smith.
Le 1er août 2008, au Casino de Montréal du Canada, Stevenson a vaincu Anthony Bonsante par KO au 1er round. Anthony Bonsante lança la première attaque, mais quelques instants après l'assaut, Stevenson envoya une main gauche qui propulsa Bonsante au sol. Il resta étendu sur le ring avec les yeux fermés, pendant que l'arbitre atteigna le nombre de six avant d'arrêter le combat. Mais Bonsante commençait également à se lever au compte de six, mais il était trop tard. Laissant Bonsante furieux de la décision et pourchassant l'arbitre autour du ring dans le but de protester contre cette décision, mais en vain. Il a également remporté un TKO au 5e round contre Jermain Mackey, le 25 septembre 2009.
Le 17 avril 2010, il subit sa première défaite en étant stoppé au 2e round par Darnell Boone. Boone a été mis au sol à deux reprises au 1er round. Au 2e round, Adonis se rue vers Boone sans maintenir sa garde : il se fait alors toucher d'un solide coup l'envoyant à terre pour la première fois de sa carrière amateur et professionnelle. Stevenson se remet sur pieds avant la fin du compte mais l'arbitre décide de mettre fin au combat ne jugeant pas le Canadien apte à poursuivre.

#### Premier titre et aspirant mondial
Malgré ce revers, il renoue avec les Promotions G.Y.M et remporte le titre nord-américain NABA le 8 avril 2011 aux dépens de Derek Edwards par KO au 3e round. Adonis enchaîne par une victoire au 1er round contre Dion Savage le 17 septembre 2011 ; conserve son titre face à Aaron Pryor Jr. le 10 décembre 2011 par arrêt de l'arbitre au 9e round puis fait un saut de la 15e à la 2e position pour le titre IBF en remportant par KO au 1er round son duel l'opposant à Jesus Gonzales le 18 février 2012 avant la limite
Il combat ensuite Noe Gonzalez en avril 2012 et remporte le combat après 1 minute et 40 secondes dans le deuxième round. Le combat suivant était initialement prévu contre Don George afin de ravir la première position au titre IBF. Ce devait être un événement en sous carte de l'affrontement entre Jean Pascal et Tavoris Cloud le 11 août 2012 mais en raison d'une blessure subie par Jean Pascal, il a été annulé. Le combat de Stevenson a été reprogrammé le 17 août 2012 et a été réservé par le diffuseur ESPN pour l’évènement ESPN Friday Night Fights. Mais quelques jours avant le duel, Stevenson se blesse à la main gauche et doit finalement reporter le combat au 12 octobre 2012. Ce soir là, il envoie Don George au sol à deux reprises dans le cinquième round et encore une fois dans la sixième reprise avant de l’emporter par KO technique au 12e round après avoir renversé Don George encore deux fois au dernier round.
Quelques jours après cette victoire, Adonis Stevenson apprend la mort de l'entraîneur Emanuel Steward le 25 octobre 2012 à l'âge de 68 ans après avoir contracté un virus dans l'un des hôpitaux de la région de Chicago dans lequel il s'était rendu pour subir une intervention chirurgicale (pourtant réussie) afin de guérir d'une diverticulose. Toutefois, Adonis reste fidèle à la famille du Kronk Gym en poursuivant sa formation avec le neveu d'Emanuel Steward, Jayvan Hill, et son assistant Derrick Coleman.
Adonis Stevenson se venge de sa seule défaite le 22 mars 2013 au Centre Bell en battant au 6e round Darnell Boone. Il contraint Boone à mettre un genou au sol après avoir reçu un puissant crochet droit aux côtes au début de cette reprise avant de finir le combat par une combinaison uppercut du gauche suivi d'un direct du gauche.

#### Championnats du monde des mi-lourds
Adonis Stevenson (19-1, 16 KO), monte de catégorie pour faire face à Chad Dawson (31-2, 17 KO) pour le championnat WBC des mi-lourds au Centre Bell de Montréal le 8 juin 2013. Il vainc Dawson par KO à 76 secondes du premier round et devient ainsi champion du monde. Par la suite, le 28 septembre de la même année, Stevenson met sa ceinture en jeu pour la première fois face à Tavoris Cloud. Après avoir été dominé tout au long du combat, résultant en une coupure à l'œil gauche dès les premiers rounds, Cloud est sévèrement coupé à l'œil droit au septième engagement, ce qui l'oblige à se retirer du combat. Stevenson défend donc sa ceinture avec succès pour une première fois. Dans la même soirée, Sergey Kovalev, le champion WBO, qui semble être son futur adversaire et une affiche attendue, défend son titre.
Au lieu de rencontrer le Russe, Stevenson défend son titre le 30 novembre 2013 à Québec contre l'Anglais Tony Bellew,. Dans la sixième reprise, Superman met au sol son adversaire avec un uppercut du gauche,. Lorsqu'il se relève après un premier compte, il enchaîne avec une nouvelle gauche suivie d'une série de coups obligeant l'arbitre à mettre un terme à l'affrontement. Selon la firme Nielsen Media research, le duel Stevenson-Bellew attira une moyenne de 1,305 million de téléspectateurs, avec une pointe à 1,358 million, sur les ondes de HBO. Avec cet affrontement, le Canadien conclut son année 2013 avec quatre succès par KO et est nommé boxeur de l'année par Ring Magazine.
Adonis Stevenson conserve à nouveau sa ceinture le 24 mai 2014 en s'imposant aux points contre Andrzej Fonfara devant une audience de seulement 672 000 téléspectateurs. Le Québécois change de réseau télévisuel de HBO à Showtime dans l'espoir de se confronter à Bernard Hopkins, champion du monde IBF et WBA, à la veille de ses cinquante ans. Hopkins opte pour un combat contre Kovalev et Stevenson se trouve laisser de côté. Il enchaîne en dominant par KO au 5e round Dmitry Sukhotsky le 19 décembre 2014, et aux points face à Sakio Bika, ancien champion WBC des super-moyens, le 4 avril 2015. Il récidive le 11 septembre 2015 en battant par arrêt de l'arbitre au 3e round Tommy Karpency puis le 29 juillet par KO au 4e round contre Thomas Williams Jr.
Le 3 juin 2017, Adonis Stevenson retrouve le boxeur polonais Andrzej Fonfara pour une revanche du premier affrontement trois ans plus tôt. Dès la première reprise, le Canadien envoie son adversaire au tapis d'un crochet du gauche et poursuit sa domination dans la reprise suivante, obligeant l'entraîneur de son adversaire, Virgil Hunter, à jeter l'éponge.
Critiqué pour son inactivité avec seulement un combat en 2016 et un en 2017, Stevenson est opposé à Badou Jack le 19 mai 2018, un véritable défi face à un boxeur expérimenté déjà double champion du monde. Dominant par sa puissance en début de combat, Superman fatigue de reprise en reprise à partir de la septième. De retour en fin de combat, il touche au corps son adversaire dans une intense onzième reprise. Le combat va à son terme et les arbitres donnent une décision partagée en faveur du match nul (114-114, 114-114, 113-115), permettant au Québécois de conserver sa ceinture.
Le 1er décembre 2018, Stevenson défend son titre face à l'Ukrainien Oleksandr Gvozdyk, invaincu et favori du combat. Dans la onzième reprise, il est mis KO par son adversaire alors qu'il menait aux points à l'entame de la reprise (98-92, 96-94, 95-95). Touché à plusieurs reprises, il chute et tombe dans un coin du ring, mettant fin au combat sans compte. Le Québécois reste allongé plusieurs minutes avant de regagner le vestiaire et de discuter avec son promoteur. Confus dans les minutes qui suivent, il est transporté à l'hôpital de l'Enfant-Jésus de Québec après avoir été victime d'un malaise en sortant de la douche. Présentant de sérieux symptômes de commotion cérébrale, le boxeur est transféré en soins intensifs tard dans la nuit jusqu'à être placé dans un coma artificiel afin de réduire la pression sur le cerveau. Au lendemain du combat, Stevenson passe d'un état de santé critique à un état critique allant vers le stable.

## Style et personnalité
Parti rejoindre sa mère au Canada à l'âge de sept ans, Stevenson quitte son foyer à l'adolescence pour vivre dans les rues de Montréal. Récupéré par une bande liée à des activités de gang, il débute par le kick-boxing avant de s'essayer à la boxe anglaise. Arrêté dans une affaire de proxénétisme en 1998, le Québécois sort de prison trois ans plus tard.
Critiqué pour avoir évité tous les principaux boxeurs de sa catégorie, Stevenson se défend dans la presse en 2017 : « Je suis le roi de la division. Quand on est le roi, on se fait critiquer. Les gens parlent. Qu'ils parlent tant qu'ils veulent, je suis encore le champion. Ça ne me dérange pas. Ça fait quatre ans que je suis champion. [...] Ils peuvent dire ce qu'ils veulent. Pour de vrai, j'en ai rien à cirer de ces gens-là. Moi, je n'ai pas ben, ben de pouvoir dans ces affaires-là. Je boxe et ils me font un chèque »,. Dans le même temps, Adonis offre 5 000 $ à l'arbitre montréalais Marlon B. Wright, atteint par une forme avancée du cancer de la peau.
Adonis Stevenson est père de cinq enfants et vit en banlieue de Montréal.

## Liste des combats professionnels
| 32 combats      | 29 victoires | 2 défaites |
| Avant la limite | 24           | 2          |
| Sur décision    | 5            | 0          |
| Match nul       | 1            | 1          |

| Décision possible : KO • TKO (KO technique) • UD (décision aux points unanime) • MD (décision aux points majoritaire) • SD (décision aux points partagée) • D (match nul) • NC (sans décision) • RTD (abandon) |        |                     |      |               |                   |                                                      |                                                                                                  |
| Résultat | Record | Adversaire          | Type | Round         | Date              | Lieu                                                 | Notes                                                                                            |
| Défaite | 29-2-1 | Oleksandr Gvozdyk   | KO   | 11 (12), 2:49 | 1er décembre 2018 | Centre Vidéotron, Québec, Québec                     | Titre WBC des poids mi-lourds en jeu.                                                            |
| Match nul | 29-1-1 | Badou Jack          | D    | 12            | 19 mai 2018       | Air Canada Centre, Toronto                           | Conserve le titre WBC des poids mi-lourds.                                                       |
| Victoire | 29-1   | Andrzej Fonfara     | TKO  | 2 (12), 0:28  | 3 juin 2017       | Bell Centre, Montréal, Québec                        | Conserve le titre WBC des poids mi-lourds.                                                       |
| Victoire | 28-1   | Thomas Williams Jr. | KO   | 4 (12), 2:54  | 29 juillet 2016   | Centre Vidéotron, Québec, Québec                     | Conserve le titre WBC des poids mi-lourds.                                                       |
| Victoire | 27-1   | Tommy Karpency      | TKO  | 3 (12), 0:21  | 11 septembre 2015 | Ricoh Coliseum, Toronto                              | Conserve le titre WBC des poids mi-lourds.                                                       |
| Victoire | 26-1   | Sakio Bika          | UD   | 12            | 4 avril 2014      | Colisée Pepsi, Québec, Québec                        | Conserve le titre WBC des poids mi-lourds.                                                       |
| Victoire | 25-1   | Dmitry Sukhotsky    | KO   | 5 (12), 2:42  | 19 décembre 2014  | Colisée Pepsi, Québec, Québec                        | Conserve le titre WBC des poids mi-lourds.                                                       |
| Victoire | 24-1   | Andrzej Fonfara     | UD   | 12            | 24 mai 2014       | Bell Centre, Montréal, Québec                        | Conserve le titre WBC des poids mi-lourds.                                                       |
| Victoire | 23-1   | Tony Bellew         | TKO  | 6 (12), 1:50  | 30 novembre 2013  | Colisée Pepsi, Québec, Québec                        | Conserve le titre WBC des poids mi-lourds.                                                       |
| Victoire | 22-1   | Tavoris Cloud       | RTD  | 7 (12), 3:00  | 28 septembre 2013 | Bell Centre, Montréal, Québec                        | Conserve le titre WBC des poids mi-lourds.                                                       |
| Victoire | 21-1   | Chad Dawson         | TKO  | 1 (12), 1:16  | 8 juin 2013       | Bell Centre, Montréal, Québec                        | Titre WBC des poids mi-lourds en jeu.                                                            |
| Victoire | 20-1   | Darnell Boone       | KO   | 6 (10), 2:43  | 22 mars 2013      | Bell Centre, Montréal, Québec                        |                                                                                                  |
| Victoire | 19-1   | Don George          | TKO  | 12 (12), 0:55 | 12 octobre 2012   | Bell Centre, Montréal, Québec                        |                                                                                                  |
| Victoire | 18-1   | Noé González Alcoba | TKO  | 2 (12), 1:50  | 20 avril 2012     | Bell Centre, Montréal, Québec                        | Titre WBC Silver des poids super-moyens en jeu.                                                  |
| Victoire | 17-1   | Jesús González      | KO   | 1 (12), 1:39  | 18 février 2012   | Bell Centre, Montréal, Québec                        | Titre vacant IBF Intercontinental des poids super-moyens en jeu.                                 |
| Victoire | 16-1   | Aaron Pryor Jr.     | TKO  | 9 (12), 0:43  | 10 décembre 2011  | Bell Centre, Montréal, Québec                        | Conserve le titre WBA-NABA des poids super-moyens. Titre WBO-NABO des poids super-moyens en jeu. |
| Victoire | 15-1   | Shujaa El-Amin      | TKO  | 1 (8), 1:57   | 17 septembre 2011 | MGM Grand Garden Arena, Paradise, Nevada             | Sur la carte de la soirée Mayweather-Ortiz.                                                      |
| Victoire | 14-1   | Derek Edwards       | KO   | 3 (10), 1:48  | 8 avril 2011      | Bell Centre, Montréal, Québec                        | Titre WBA-NABA des poids super-moyens en jeu.                                                    |
| Défaite | 13-1   | Darnell Boone       | TKO  | 2 (8), 0:17   | 16 avril 2010     | Salisbury, Maryland                                  | Début aux États-Unis.                                                                            |
| Victoire | 13-0   | Jermain Mackey      | TKO  | 5 (12), 0:20  | 25 septembre 2009 | Bell Centre, Montréal, Québec                        | Titre vacant WBC International des poids super-moyens en jeu.                                    |
| Victoire | 12-0   | Anthony Bonsante    | KO   | 1 (12), 0:46  | 1er août 2008     | Salle des Pas Perdus, Gare Windsor, Montréal, Québec | Conserve le titre WBC Continental America des poids super-moyens.                                |
| Victoire | 11-0   | Dhafir Smith        | TKO  | 5 (12), 0:40  | 5 avril 2008      | Casino de Montréal, Montréal, Québec                 | Titre vacant WBC Continental America des poids super-moyens en jeu.                              |
| Victoire | 10-0   | David Whittom       | UD   | 10            | 7 décembre 2007   | Bell Centre, Montréal, Québec                        | Titre vacant du Canada des poids super-moyens en jeu.                                            |
| Victoire | 9-0    | Marlon Hayes        | UD   | 8             | 3 août 2007       | Centre Pierre-Charbonneau, Montréal, Québec          |                                                                                                  |
| Victoire | 8-0    | Alvaro Enriquez     | UD   | 1 (6), 2:00   | 8 juin 2007       | Stade IGA, Montréal, Québec                          |                                                                                                  |
| Victoire | 7-0    | Marcus Thomas       | KO   | 1 (8), 1:23   | 12 mai 2007       | Casino de Montréal, Montréal, Québec                 |                                                                                                  |
| Victoire | 6-0    | Carl Cockerham      | UD   | 6             | 14 avril 2007     | Casino de Montréal, Montréal, Québec                 |                                                                                                  |
| Victoire | 5-0    | Etianne Whitaker    | TKO  | 1 (4), 1:47   | 10 février 2007   | Casino de Montréal, Montréal, Québec                 |                                                                                                  |
| Victoire | 4-0    | Eduardo Calderon    | TKO  | 1 (6), 2:00   | 11 décembre 2006  | Casino de Montréal, Montréal, Québec                 |                                                                                                  |
| Victoire | 3-0    | Bonnie Joe McGee    | TKO  | 2 (4), 1:08   | 18 novembre 2006  | Colisée de Trois-Rivières, Trois-Rivières, Québec    |                                                                                                  |
| Victoire | 2-0    | Ferenc Lankonde     | TKO  | 1 (4), 3:00   | 28 octobre 2006   | Casino du Lac-Leamy, Gatineau, Québec                |                                                                                                  |
| Victoire | 1-0    | Mike Funk           | TKO  | 1 (4), 0:22   | 30 septembre 2006 | Casino de Montréal, Montréal, Québec                 |                                                                                                  |

### Citations originales
1. ↑  (en) « India or Australia, I don't care, I want the gold. I want to win »[7].